# SBS 네트워크 특선
SBS 네트워크 특선은 2012년 11월 4일부터 2024년 10월 27일까지 일요일에서 월요일로 넘어 방송한 교양 프로그램이다.
SBS가 제작하고 전국 9개 민영방송사가 기획한다.